# Tumulus du Pey von Fontaine

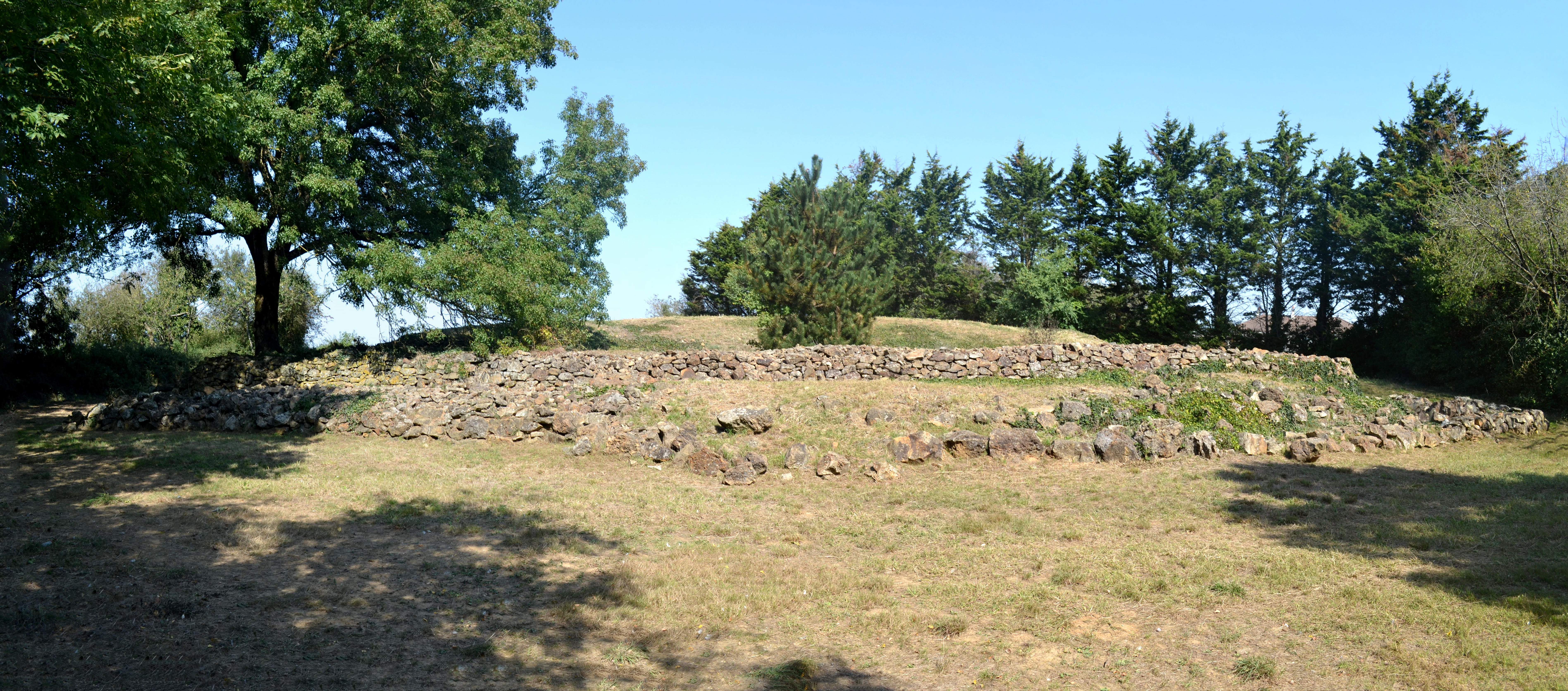
Tumulus Le-Bernard

Der Tumulus du Pey von Fontaine (auch Le-Bernard; Cairn du Pey von Fontaine oder Cairn von l'Anguillé genannt) liegt im Dorf Avrille, bei Le Bernard im Département Vendée in Frankreich.
Einige Dolmen, Menhire und Tumuli sind im Talmondais, einer Region im Südwesten der Vendée erhalten. Die meisten wurden jedoch im 18. Jahrhundert zerstört. Ihre Steine sind in Mauern von Häusern oder beim Bau des Dammes verwendet, der Sables d’Olonne vor dem Meer schützt. Der im Jahre 1840 durch den Abt Baudry wiederentdeckte Tumulus ist das größte prähistorische Monument im Département. Dolmen ist in Frankreich der Oberbegriff für Megalithanlagen aller Art (siehe: Französische Nomenklatur).
Vom Dolmen im Tumulus du Tré du Pey von Fontaine, der zwischen 1987 und 1992 von Roger Joussaume restauriert wurde, sind nur ein paar Platten erhalten. Der große Steinhügel enthielt zwei etwa 6000 Jahre alte Galeriegräber mit nach Süden gerichteten Gängen von etwa 20 m Länge. Der Gang einer Allée couverte ist nach den Ausgrabungen zusammengebrochen. Im Jahr 1933 wurde eine Grabung vorgenommen, bei der Asche, einige menschliche Knochen und Tonscherben gefunden wurden.
Der Tumulus diente 1944 beim Bau der Bunker des Atlantikwalles als Materialdepot. In den späten 1980er Jahren wurden geschliffene Äxte, verzierte Keramik, Schmuck, Pfeilspitzen und gallo-römische Münzen gefunden.
Der Bau stammt aus dem mittleren Neolithikum. Die Überreste in den Trümmern der alten Ausgrabungen sprechen dafür, dass das Denkmal im Jungneolithikum und später wiederverwendet und in der gallo-römischen Zeit bis ins frühe Mittelalter aufgesucht wurde.